# Patriarcat de Babilònia dels Caldeus
El  Patriarcat de Babilònia dels Caldeus  (llatí: Patriarchatus Babylonensis Chaldaeorum) és la seu patriarcal de l'Església catòlica caldea. Actualment està regida pel Patriarca cardenal Louis Raphaël I Sako.
El patriarca caldeu és membre de dret del Consell de patriarques catòlics d'orient.

## Territori
El patriarcat estén la seva jurisdicció sobre tots els fidels catòlics caldeus que estan al territori propi de l'església catòlica caldea, o sigui, les regions que tradicionalment són reconegudes com el lloc d'origen d'aquesta església sui iuris.
A partir de 1960 el patriarcat caldeu traslladà la seva seu de Mosul a Baghdad, per la qual cosa avui la diòcesi pròpia del patriarcat és l'arxieparcat de Bagdad dels Caldeus, on es troba la catedral patriarcal de Nostra Senyora dels Set Dolors.
El territori depenent directament del patriarca de Babilònia dels caldeus és:
- Jerusalem, territori no constituït en circumscripció eclesiàstica; el 2014 el protosincello (el vicari general) és el prevere Paul Collin, la seu del qual és a Jerusalem
- Jordània, un altre territori tampoc constituït com a circumscripció eclesiàstica; el 2014 el protosincello és el sacerdot Zaid Habbaba, la seu del qual és a Amman; són censats 7.000 catòlics en una única parròquia.[3]

## Història
El patriarcat, que prové de l'arxidiòcesi de Seleucia-Ctesiphon, erigida el segle iii, va ser establert el 20 d'abril de 1553.
El Patriarcat catòlic caldeu s'originà a partir d'una escissió dins de l'Església assíria, que es va produir al segle xv, quan el llavors Patriarca Mar Shimun IV (c. 1437-1497) va publicar un decret en què el títol del Patriarca assiri es convertia en hereditari dins de la seva família. Això va desencadenar l'oposició de bona part de la jerarquia eclesiàstica i, en 1552, es va triar un patriarca antagònic en la persona de Yochanan Sulaqa. Aquest últim va anar a Roma, acompanyat per alguns missioners franciscans, per reunir-se amb el papa Juli III. Va restablir la comunió amb el catolicisme el 1553 el papa va crear el "Patriarcat de l'Església catòlica del ritu caldeu".
L'Església assíria tenia llavors dos líders antagònics:
- Shimun VII, patriarca hereditari amb seu a Alqosh (a l'actual Iraq septentrional);
- Yochanan Sulaqa VIII, Patriarca nomenat pel Papa, amb seu a Amida (avui Diyarbakir, al Kurdistan turc). El 1555, dos anys després del seu nomenament com a patriarca, Yochanan Sulaqa va ser assassinat pels musulmans, després de la instigació de Shimun VII.

El conflicte va acabar en 1662 quan el llavors Patriarca de Diyarbakir, Mar Shimun XIII Denha, va trencar relacions amb Roma, va reprendre el contacte amb el seu igual a Alqosh, i va traslladar la seva seu al poble de Qochanis (en l'actual Turquia).
El pontífex respongué amb l'elecció d'un nou patriarca de Diyarbakir per governar els fidels assiris encara fidels a Roma. Aquest últim grup es va convertir llavors en l'Església catòlica caldea. En 1804 la línia hereditària d'Alqosh deixà d'existir i la jerarquia de l'època van decidir reconèixer l'autoritat dels patriarques catòlics caldeus, mentre que els patriarques de Qochanis es va mantenir independents.

### Sèrie patriarcal
Hi ha tres sèries de patriarcals caldeus en comunió amb la seu de Roma:
1. la primera sèrie, anomenat dels Simonites, inclou els patriarques des de Shimun VIII Sulaqa a Shimun XII; van situar la seva residència a diferents ciutats: Amida (o Diyarbakır - 1553-1555), Seert (1555-1580), Salmas (1580-1625 o 1638) i Urmia (1625 o 1638-1662);
2. la segona sèrie, anomenada dels Josefites, inclou els quatre patriarques amb el nom de Yosep, de 1681 a 1781 ; tenien com a seu Amida;
3. el tercer conjunt de patriarques catòlics és el que comença amb Yukhannan VIII Hormizd i continua avui; la seu patriarcal va ser Mosul fins a Yosep VII Ghanima (1959), que va traslladar la seu a Baghdad.

### Col·legi de Babilònia
El Col·legi Pontifici de Babilònia de Filosofia i Teologia és la màxima institució teològica del patriarcat caldeu de Babilònia. Fundada el 1991 per decret de Raphael I Bidawid, des de 1997 és reconeguda per la Universitat Pontifícia Urbaniana, amb el qual està associada des de l'any 2000. El 2003 el col·legi es va traslladar a Erbil per raons de seguretat.

## Cronologia dels patriarques
- Shimun VIII Sulaqa (28 d'abril de 1553 - gener de 1555, per mort)
- Abdisho IV Maron (17 d'abril de 1562 - 11 de setembre de 1570, per mort)
- Yab-Alaha IV Shimun (1567 o 1578 - 1579 o 1580, per mort)
- Shimun IX Denha (16 de juny de 1581 - 1600, per mort)
- Shimun X Eliyya (1600 - 1638, per mort)
- Shimun XI Eshuyow (1638 - 1656, per mort)
- Shimun XII Yoalaha (1656 - 1662, per mort)
  - Seu vacant (1662-1681)
- Yosep I (8 de gener o 20 de maig de 1681 - 1695, renuncia)
- Yosep II Bet Ma'aruf (21 de maig o 18 de juny de 1696 - 1713, per mort)
- Yosep III Maraugin (18 de març de 1714 - 23 de gener de 1757, per mort)[4]
- Yosep IV Hindi (25 de març de 1759 - 1781, renuncia)
  - Seu vacant (1781-1830)
  - Augustin Hindi, administrador patriarcal (1781 - 3 d'abril de 1827, per mort)
- Yukhannan VIII Hormizd (5 de juliol de 1830 - 14 d'agost de 1838, per mort)
- Nikolas I Eshaya (25 de setembre de 1838 - maig de 1847, renuncia)
- Yosep VI Audo (11 de setembre de 1848 - 14 de març de 1878, per mort)
- Eliya XIV Abulyonan (28 de febrer de 1879 - 27 de juny de 1894, per mort)
- Audishu V Khayyat (28 de març de 1895 - 6 de novembre de 1899, per mort)
- Yosep Emmanuel II Thoma (17 de desembre de 1900 - 21 de juliol de 1947, per mort)
- Yosep VII Ghanima (21 de juny de 1948 - 8 de juliol de 1958, per mort)
- Paul II Cheikho (13 de desembre de 1958 - 13 d'abril de 1989, per mort)
- Raphaël I Bidawid (21 de maig de 1989 - 7 de juliol de 2003, per mort)
- Emmanuel III Delly (3 de desembre de 2003 - 19 de desembre de 2012, renuncia)
- Louis Raphaël I Sako (31 de gener de 2013 - actualitat)